# K. G. Saur Verlag
Der K. G. Saur Verlag war ein nach dem späteren Leiter Klaus Gerhard Saur benannter deutscher Verlag mit Sitz in München. Er ist seit 2006 als De Gruyter Saur Teil des Verlags De Gruyter.

## Geschichte
Der Verlag wurde im Ursprung 1948 von Karl-Otto Saur und Margarethe Gringmuth als Ingenieurbüro für Betriebs- und Büroorganisation mit damaligem Sitz gegenüber dem Deutschen Museum gegründet. 1954 wurde das Unternehmen in Dokumentation der Technik umbenannt und zog in die Rosenheimer Straße in München.
1963 trat Klaus Gerhard Saur in den Verlag ein, und das Unternehmen zog in das benachbarte Pullach im Isartal. Nach dem Tode des Gründers Karl-Otto Saur (1966) wurde das Unternehmen in Verlag Dokumentation Saur o.H.G. umbenannt und von nun an von seinen beiden Söhnen Karl-Otto Saur junior und Klaus Gerhard Saur geführt.
1972 beteiligte sich Daniel Melcher aus Charlottesville als stiller Gesellschafter. Drei Jahre später erfolgte die erneute Verlegung des Unternehmenssitzes in den Münchner Stadtteil Solln. Nach Gründung der K. G. Saur Inc. in New York und der Minerva Publikation Saur GmbH 1977 wurde der Verlag ein Jahr darauf in K. G. Saur Verlag umbenannt, in Paris die K. G. Saur Editeur S.A.R.L. gegründet sowie in London der Clive-Bingley-Verlag übernommen und daraus die K. G. Saur Publishing Ltd. gegründet.
Aufgrund wirtschaftlicher Schwierigkeiten in einigen Standorten wurde 1978 das Londoner Subunternehmen an die dortige Library Association verkauft, das New Yorker Subunternehmen wurde ebenfalls verkauft, dafür übernahm die Gruppe in Oxford Hans Zell Publishers. 1983 erfolgte in New York die Neugründung des dortigen Verlages. 1987 wurde der Verlag an Reed International in London verkauft, zwei Jahre später der Berner Verlag Francke AG und ein weiteres Jahr später der Frankfurter Verlag Art Address übernommen.
1991 bezog das Unternehmen einen neuen Sitz im Stadtbezirk Sendling-Westpark. Im gleichen Jahr erfolgte die Übernahme von Meckler Publishing in New Haven und des Allgemeinen Künstlerlexikons vom E. A. Seemann Verlag in Leipzig. 2000 wurde der Verlag von der Gale Group der Thomson Corporation übernommen. Im Jahre 2005 kaufte der Verlag den bedeutenden geisteswissenschaftlichen Max Niemeyer Verlag.
Im Jahr 2006 wurden Saur/Niemeyer schließlich vom Verlag De Gruyter übernommen. Seitdem erscheinen die Produkte des Verlags unter der Dachmarke De Gruyter.

## Veröffentlichungen

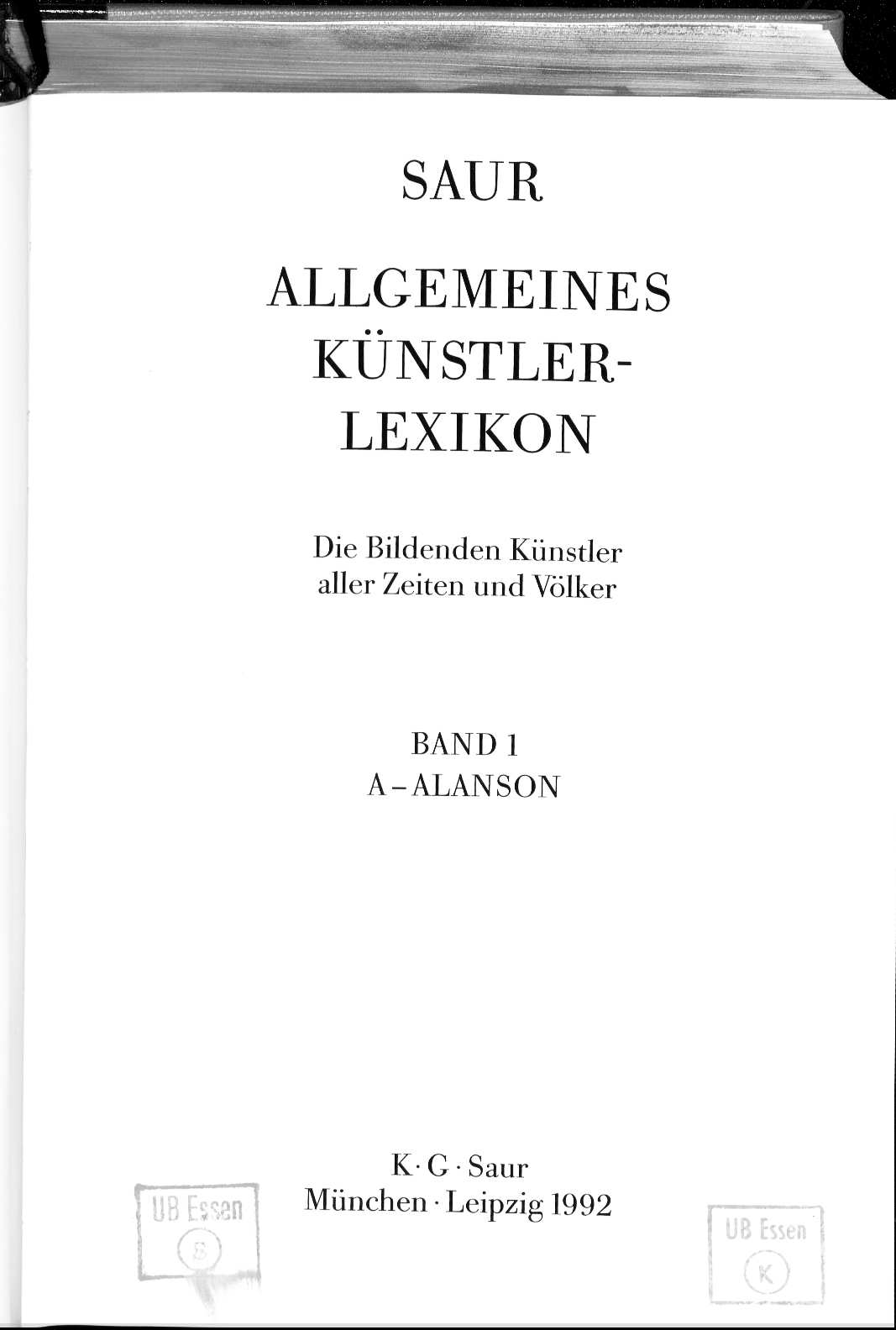
Allgemeines Künstlerlexikon, Band 1, 1992

Zu den Werken zählen unter anderem die Deutsche Biographische Enzyklopädie (DBE), die Bibliotheca Teubneriana und das World Biographical Information System mit biografischen Informationen zu fast fünf Millionen Personen, angefangen vom 4. Jahrtausend vor Christus bis zur Gegenwart. 1981 war das Gesamtverzeichnis des deutschsprachigen Schrifttums abgeschlossen, eine retrospektive Nationalbibliographie für den deutschen Sprachraum. Im Imprint De Gruyter Saur werden die bibliothekswissenschaftlichen Reihen und Werke fortgeführt.